# Dead Rising 3
Dead Rising 3 is een survival horror-computerspel ontwikkeld door Capcom en uitgegeven door Microsoft Studios. Het spel kwam op 22 november 2013 uit op de Xbox One en na een tijd van exclusiviteit werd het spel op 5 september 2014 tevens uitgebracht voor Windows.

## Gameplay
Dead Rising 3 bevat een nieuwe hoofdpersoon, genaamd Nick Ramos. Het spel speelt zich af in een wereld die groter is dan die van deel 1 en 2 bij elkaar. Tevens kan het spel drie keer zoveel zombies tegelijk weergeven op het scherm als de voorloper. In tegenstelling tot de eerste twee delen kan de speler overal zijn spel opslaan, in plaats van alleen op toiletten. Het spel heeft wel een "Nightmare Mode" om de tijdslimiet en het alleen opslaan op de toiletten van de vorige spellen ook hier toe te passen.
Net zoals in deel 2 kan de speler wapens combineren om zo nieuwe wapens te creëren. Dit kan ook worden gedaan met voertuigen. In tegenstelling tot het vorige deel kan de speler overal de wapens combineren, in plaats van alleen bij een werkbank. Om de stad Los Perdidos gemakkelijker te ontdekken te maken, is het gebruik van de voertuigen belangrijk.
Het spel maakt gebruik van Kinect en Xbox SmartGlass. Wanneer er gebruik wordt gemaakt van Kinect, kunnen zombies ook gealarmeerd worden door veel geluid. Maar geluid kan ook gebruikt worden om zombies af te leiden. De SmartGlass kan gebruikt worden om bijvoorbeeld specifieke spullen en verlaten winkels te vinden, maar ook om waypoints voor missies te plaatsen.

## Ontvangst
| Beoordeeld door       | Jaar | Score |
| --------------------- | ---- | ----- |
| GamingIllustrated.com | 2013 | 85%   |
| Softpedia             | 2013 | 80%   |
| Common Sense Media    | 2013 | 80%   |
| Co-Optimus            | 2013 | 80%   |